# Batalla de Debrecen
La Batalla de Debrecen fue un encuentro militar de la Segunda Guerra Mundial, en octubre de 1944 entre las Fuerzas del Eje y las tropas de la Unión Soviética en la zona de Debrecen. El 2.º Frente Ucraniano fue la agrupación soviética encargada de entrar en la mitad oriental de Hungría, logrando forzar la retirada de las fuerzas germano-húngaras.

## Antecedentes
Tras la Ofensiva estratégica de Jassy-Kishinev las fuerzas soviéticas habían destrozado el eje de defensa germano en la península de los Balcanes, provocando además que Rumania y Bulgaria abandonaran la alianza con las Potencias del Eje y se convirtieran en aliados de la URSS. El sistema defensivo alemán quedó al descubierto, especialmente en Yugoslavia y en Hungría que constituían el último muro defensivo de Austria y Viena.

## Desarrollo de las operaciones
El 6 de octubre el 2.º Frente Ucraniano de Malinovsky comenzó su ataque, presionando sobre las posiciones húngaras en Arad; Los defensores húngaros se retiraron rápidamente de sus posiciones. Así, los alemanes hubieron de proceder al envío del III Cuerpo Panzer para taponar la brecha. Al atardecer del día 7, las fuerzas soviéticas cruzaron masivamente el río Tisza. A pesar del fugaz avance, un contraataque de la caballería húngara y la artillería antiaérea alemana obligó a los soviéticos a retirarse del Tisza el día 11. Ese mismo día, un contraataque húngaro de la 1.ª División blindada y la 23.ª División de Infantería consiguió destruir otra cabeza de puente soviética.
Entre el 7 y el 15 de octubre, 5 divisiones panzer se lanzaron contra las fuerzas soviéticas que habían penetrado en el territorio y amenazaban con aislar a varias unidades alemanas y húngaras. El 6.º Ejército de Tanques de la Guardia lanzó una serie de feroces contraataques contra las columnas blindadas alemanas. Para el día 12, el comandante soviético Issá Plíyev había perdido más de 200 vehículos de combate. Para el día 14, la línea defensiva alemana había cedido una docena de kilómetros y provocó una retirada controlada de las fuerzas alemanas.
El 15 de octubre comandos alemanes fueron enviados a Budapest para hacerse con el control del país. Las negociaciones entabladas por el almirante Miklós Horthy con emisarios soviéticos para intentar alcanzar un armisticio (y la salida de Hungría de la guerra) llevaron a la intervención de Hitler y, ante la presión alemana, Horthy cedió el poder. El 16 de octubre fue relevado de su puesto por el conde Ferenc Szálasi, líder del partido fascista Partido de la Cruz Flechada.
Haciendo frente a la resistencia de las unidades del Eje, entre el 19 y el 20 de octubre tres divisiones rumanas asaltaron y aseguraron Debrecen como parte de la ofensiva soviética en este sector.
Entre el 23 y el 24 de octubre, varias divisiones alemanas lanzaron un contraataque sobre Nagykálló, con la pretensión de aislar al grupo de fuerzas soviéticas de Issá Plíyev. El Cuerpo Mecanizado de Pliyev se vio rodeado y hubo de retirarse hacia líneas más seguras en el sur, pero solo tras destruir buena parte de sus vehículos y armamento pesado. Pese a este fallido intento de destrucción por las fuerzas alemanas, el Cuerpo Mecanizado volvió a entrar en acción el 10 de noviembre durante el avance soviético a Szeged. El 25 de octubre tres divisiones húngaras atacaron a la 2.ª División rumana que había conseguido cruzar el río Tisza y establecer una precaria cabeza de puente: los rumanos fueron presa del pánico ante el ataque húngaro y volvieron a cruzar el río. Sin embargo, una nueva tentativa soviética volvió a establecer una cabeza de puente y en esta ocasión los contraataques no consiguieron destruirla.

## Consecuencias
Las pérdidas soviéticas durante los combates habían sido elevadas, especialmente en las unidades del 2.º Frente Ucraniano de Malinovsky. El éxito del contraataque alemán en Nagykálló, sin embargo, no pudo evitar que los soviéticos a partir del 29 de octubre comenzaran su ofensiva hacia Budapest y el 7 de noviembre estos ya habían llegado a los suburbios de la capital húngara.
A pesar de las bajas soviéticas, sus líneas habían avanzado más de 150 km y se acercaban a la orilla del Danubio, habiendo ocupado el tercio oriental de Hungría.